# 雅斯曼站

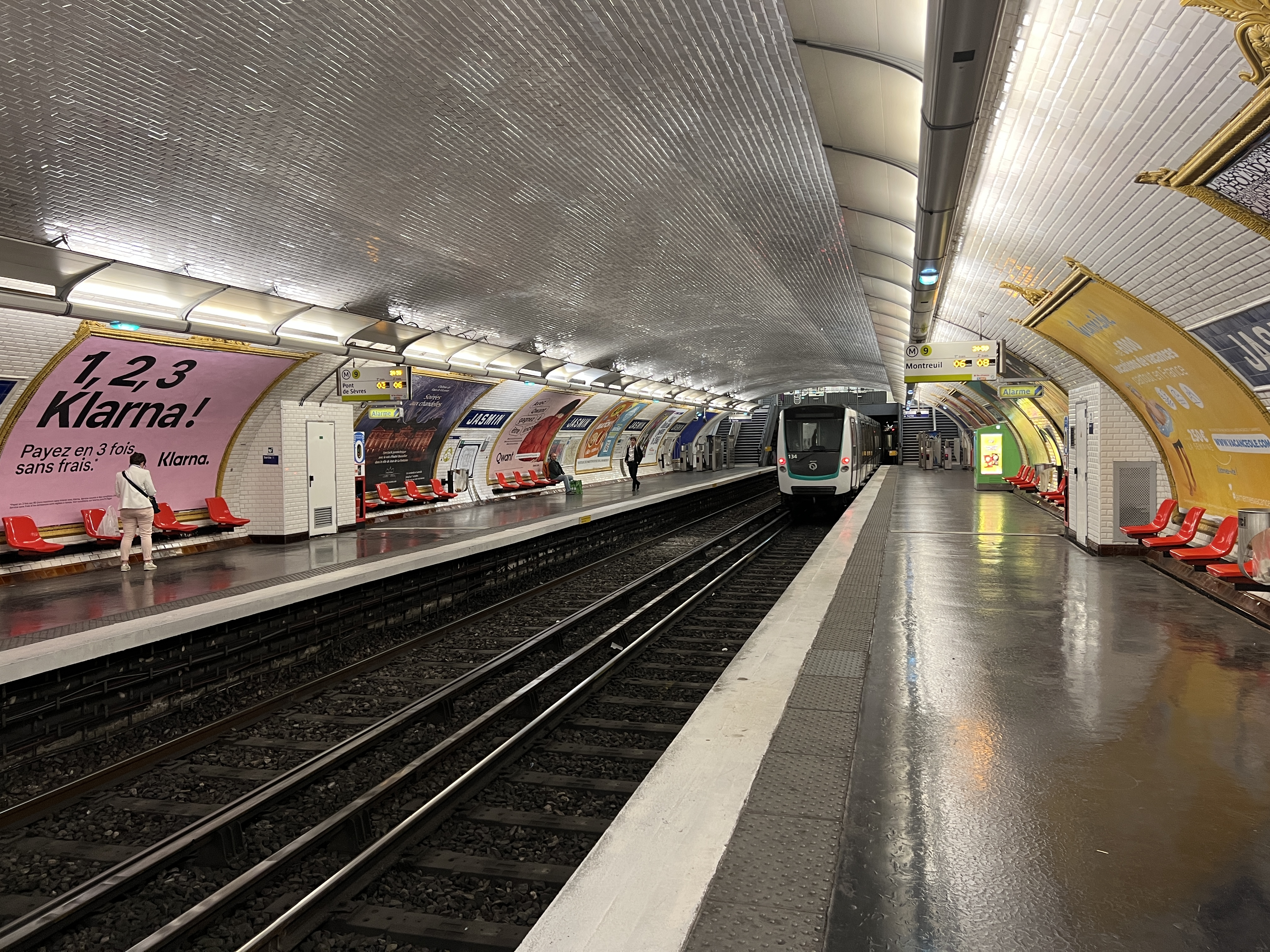
月台（2022年7月）

雅斯曼站（法語：Jasmin）是巴黎地鐵的一個車站。雅斯曼站開業於1922年11月8日，是巴黎地鐵9號線首批開業區間的車站之一。車站名稱來自於雅斯曼路，该路得名于法國詩人雅斯曼。

## 車站結構
| 街道層    |                    |                                  |
| B1        | 夾層               |                                  |
| 9號線月台 | 側式月台，右側開門 | 側式月台，右側開門               |
| 9號線月台 | 西行               | 往塞夫爾橋（米歇爾-安熱-奧特伊） |
| 9號線月台 | 東行               | 往蒙特勒伊市政厅（拉纳拉）       |
| 9號線月台 | 側式月台，右側開門 |                                  |